# Karschia mangistauensis
Karschia mangistauensis är en spindeldjursart som beskrevs av Gromov 1993. Karschia mangistauensis ingår i släktet Karschia och familjen Karschiidae. Inga underarter finns listade i Catalogue of Life.